# Joh Shaw
Johanna "Joh" Shaw (* 14. Mai 1982 in Melbourne) ist eine ehemalige australische Snowboarderin. Sie startete vorwiegend in den Paralleldisziplinen und nahm an zwei Olympischen Winterspielen sowie fünf Snowboard-Weltmeisterschaften teil.

## Werdegang
Shaw belegte in der Saison 2000/01 bei den Snowboard-Weltmeisterschaften 2001 in Madonna di Campiglio den 55. Platz im Parallel-Riesenslalom sowie jeweils den 44. Rang im Parallelslalom und Riesenslalom und bei den Juniorenweltmeisterschaften 2001 in Nassfeld den 18. Platz im Parallel-Riesenslalom sowie den 17. Rang im Parallelslalom. In der folgenden Saison nahm sie am Kreischberg erstmals am Snowboard-Weltcup der FIS teil, wobei sie den 53. Platz im Parallel-Riesenslalom errang und kam bei den Juniorenweltmeisterschaften 2002 in Rovaniemi auf den 22. Platz im Parallel-Riesenslalom sowie auf den 19. Rang im Snowboardcross. Nach mehreren ersten Plätzen bei FIS-Rennen sowie im Continental-Cup und Platz eins im Riesenslalom bei den australischen Meisterschaften zu Beginn der Saison 2002/03, fuhr sie bei den Snowboard-Weltmeisterschaften 2003 am Kreischberg auf den 40. Platz im Parallel-Riesenslalom, auf den 35. Rang im Parallelslalom und auf den 21. Platz im Snowboardcross. In den folgenden Jahren belegte sie bei den Snowboard-Weltmeisterschaften 2005 in Whistler den 37. Platz im Parallelslalom, den 33. Rang im Parallel-Riesenslalom sowie den 30. Platz im Snowboardcross und bei den Olympischen Winterspielen 2006 in Turin den 29. Platz im Parallel-Riesenslalom. Zudem wurde sie im September 2003 australische Meisterin im Parallel-Riesenslalom und errang in der Saison 2004/05 mit drei Siegen den dritten Platz in der Parallel-Wertung des Nor-Am-Cups. 
Nach Platz eins im Parallelslalom beim Nor-Am-Cup in Copper Mountain zu Beginn der Saison 2006/07, kam Shaw bei den Snowboard-Weltmeisterschaften 2007 in Arosa auf den 35. Platz im Parallel-Riesenslalom sowie auf den 24. Rang im Parallelslalom und erreichte mit Platz acht im Parallel-Riesenslalom in Sungwoo ihre erste Top-Zehn-Platzierung im Weltcup. In der Saison 2007/08 siegte sie erneut bei den australischen Meisterschaften im Parallel-Riesenslalom und errang mit Platz vier im Parallelslalom in Bad Gastein ihre beste Platzierung im Weltcup. Diese Platzierung wiederholte sie in der Saison 2008/09 im Parallelslalom in Arosa sowie im Parallel-Riesenslalom am Kreischberg. Zudem erreichte sie drei weitere Top-Zehn-Platzierungen und zum Saisonende mit dem 20. Platz im Gesamtweltcup sowie den zehnten Rang im Parallel-Weltcup ihre besten Gesamtergebnisse. Beim Saisonhöhepunkt, den Snowboard-Weltmeisterschaften 2009 in Gangwon, belegte sie den 30. Platz im Parallelslalom und den 24. Rang im Parallel-Riesenslalom. Nach Platz vier im Parallelslalom in Landgraaf zu Beginn der Saison 2009/10, fuhr sie bei den Olympischen Winterspielen 2010 in Vancouver auf den 19. Platz im Parallel-Riesenslalom und absolvierte in La Molina ihren 76. und damit letzten Weltcup, welchen sie auf dem 21. Platz im Parallel-Riesenslalom beendete.

## Teilnahmen an Weltmeisterschaften und Olympischen Winterspielen

### Olympische Winterspiele
- 2006 Turin: 29. Platz Parallel-Riesenslalom
- 2010 Vancouver: 19. Platz Parallel-Riesenslalom

### Snowboard-Weltmeisterschaften
- 2001 Madonna di Campiglio: 44. Platz Riesenslalom, 44. Platz Parallelslalom, 55. Platz Parallel-Riesenslalom
- 2003 Kreischberg: 21. Platz Snowboardcross, 35. Platz Parallelslalom, 40. Platz Parallel-Riesenslalom
- 2005 Whistler: 30. Platz Snowboardcross, 33. Platz Parallel-Riesenslalom, 37. Platz Parallelslalom
- 2007 Arosa: 24. Platz Parallelslalom, 35. Platz Parallel-Riesenslalom
- 2009 Gangwon: 24. Platz Parallel-Riesenslalom, 30. Platz Parallelslalom

## Weltcup-Gesamtplatzierungen
| Saison  | Gesamt | Gesamt | Parallel | Parallel | Snowboardcross | Snowboardcross |
| Saison  | Punkte | Platz  | Punkte   | Platz    | Punkte         | Platz          |
| ------- | ------ | ------ | -------- | -------- | -------------- | -------------- |
| 2002/03 | 35     | 25.    | 303      | 44.      | 115            | 42.            |
| 2003/04 | 59     | 21.    | 204      | 50.      | 430            | 38.            |
| 2005/06 | 399    | 106.   | 399      | 40.      | -              | -              |
| 2006/07 | 868    | 56.    | 868      | 29.      | -              | -              |
| 2007/08 | 1448   | 47.    | 1448     | 24.      | -              | -              |
| 2008/09 | 2582   | 20.    | 2582     | 10.      | -              | -              |
| 2009/10 | 1006   | 55.    | 1006     | 25.      | -              | -              |